# ¡Viven! (película)
¡Viven! (título en inglés: Alive) es una película de 1993 del director y productor Frank Marshall basada en el libro ¡Viven! (1974), de Piers Paul Read, que a su vez está basado en las entrevistas realizadas a los supervivientes uruguayos del accidente del vuelo 571 de la Fuerza Aérea Uruguaya ocurrido en 1972.
Uno de los supervivientes, Fernando Parrado, interpretado por Ethan Hawke en la película, trabajó como asesor técnico. El reparto se complementa con Bruce Ramsay, quien interpreta al superviviente Carlitos Páez, y John Malkovich como Carlitos Páez adulto y narrador al comienzo y final de la película.

## Argumento
La película narra la historia real del equipo uruguayo de rugby Old Christians Club de Carrasco, cuyos miembros eran estudiantes del Colegio Stella Maris de Montevideo, y de sus amigos y familiares. Viajaban rumbo a Santiago, Chile a A bordo del vuelo 571 de la Fuerza Aérea Uruguaya, para jugar un partido amistoso, sin embargo, se vieron envueltos en un trágico accidente aéreo ya que el avión se estrelló al intentar cruzar la cordillera de los Andes el 13 de octubre de 1972. Posteriormente, el equipo deberá enfrentarse a las bajas temperaturas, avalanchas de nieve, la deshidratación, la inanición, a la muerte de seres queridos durante 72 días hasta su rescate.

## Reparto

### Supervivientes
| Actor              | Personaje                  | Notas |
| ------------------ | -------------------------- | --- |
| Ethan Hawke        | Fernando "Nando" Parrado   | |
| Josh Hamilton      | Roberto Canessa            | |
| John Haymes Newton | Antonio Vizintín, "Tintín" | |
| Bruce Ramsay       | Carlos "Carlitos" Páez     | Joven |
| John Malkovich     | Carlos "Carlitos" Páez     | En su versión adulta, narrador de la historia |
| David Kriegel      | Gustavo Zerbino            | |
| Jack Noseworthy    | Roberto "Bobby" François   | |
| Kevin Breznahan    | Roy Harley                 | |
| David Cubitt       | Adolfo "Fito" Strauch      | |
| Gian DiDonna       | Eduardo Strauch            | |
| John Cassini       | Daniel Fernández Strauch   | |
| Richard Ian Cox    | Ramón "Moncho" Sabella     | |
| Nuno Antunes       | Álvaro Mangino             | |
| Gordon Currie      | José Luis "Coche" Inciarte | |
| Sam Behrens        | Javier Methol              | |
| Michael Tayles     | Alfredo "Pancho" Delgado   | |
| Steven Shayler     | Pedro Algorta              | |
| Danny Nucci        | Hugo Díaz                  | Su contraparte con la historia real sería Diego Storm. Sin embargo, por alguna razón, en esta película aparece como superviviente, mientras que en la realidad Diego falleció en la avalancha que azotó el fuselaje. |

### Fallecidos
| Actor             | Personaje       | Basado en                 | Información |
| ----------------- | --------------- | ------------------------- | --- |
| Michael DeLorenzo | Rafael Cano     | Numa Turcatti             | Falleció el día 60 por caquexia e inanición. Tenía además una avanzada infección en la pierna y lesiones causadas por inmovilidad. Pesaba 25 kg.            |
| Christian Meoli   | Federico Aranda | Rafael Echavarren         | Falleció el día 37 a causa de la gangrena causada por las heridas infectadas de sus piernas                                                                 |
| Jake Carpenter    | Alberto Antuna  | Arturo Nogueira           | Falleció el día 34 a causa de la gangrena causada por las heridas infectadas de sus piernas                                                                 |
| Michael Woolson   | Juan Martino    | Daniel Maspons            | Fallecieron el día 17 durante la avalancha de nieve mientras dormían                                                                                        |
| Illeana Douglas   | Liliana Methol  |                           | Fallecieron el día 17 durante la avalancha de nieve mientras dormían                                                                                        |
| Jason Gaffney     | Víctor Bolarich | Gustavo Nicolich          | Fallecieron el día 17 durante la avalancha de nieve mientras dormían                                                                                        |
| Vincent Spano     | Antonio Balbi   | Marcelo Pérez             | Fallecieron el día 17 durante la avalancha de nieve mientras dormían                                                                                        |
| Chad Willett      | Pablo Montero   | Enrique Platero           | Fallecieron el día 17 durante la avalancha de nieve mientras dormían                                                                                        |
| Ele Keats         | Susana Parrado  |                           | Falleció el noveno día a causa de sus heridas |
| Diana Barrington  | Sra. Alfonsín   | Graciela Mariani          | Fallecieron durante la primera noche junto al copiloto Lagurara                                                                                             |
| Josh Lucas        | Felipe Restano  | Francisco "Panchito" Abal | Fallecieron durante la primera noche junto al copiloto Lagurara                                                                                             |
| Silvio Pollio     | Álex Morales    | Fernando Vázquez          | Fallecieron en el impacto del fuselaje al chocar contra el banco de nieve. El impacto arrancó los asientos y los arrojó hasta la parte delantera del avión. |
| Jan D'Arcy        | Eugenia Parrado |                           | Fallecieron en el impacto del fuselaje al chocar contra el banco de nieve. El impacto arrancó los asientos y los arrojó hasta la parte delantera del avión. |
| Aurelio Dinunzio  | Dr. Solana      | Dr. Francisco Nicola      | Fallecieron en el impacto del fuselaje al chocar contra el banco de nieve. El impacto arrancó los asientos y los arrojó hasta la parte delantera del avión. |
| Fiona Roeske      | Sra. Solana     | Esther Nicola             | Fallecieron en el impacto del fuselaje al chocar contra el banco de nieve. El impacto arrancó los asientos y los arrojó hasta la parte delantera del avión. |
| Seth James Arnett | Tomás Alonso    | Carlos Valeta             | cayó del avión al romperse la sección de cola |

### Miembros de la tripulación
| Actor            | Basado en                                                    | Información                                                             |
| ---------------- | ------------------------------------------------------------ | ----------------------------------------------------------------------- |
| Tony Morelli     | Ten. Ramón Martínez, navegador                               | Fallecieron al romperse la sección de cola                              |
| Frank Pellegrino | Sgto. Ovidio Joaquín Ramírez, sobrecargo (auxiliar de vuelo) | Fallecieron al romperse la sección de cola                              |
| Michael Sicoly   | Cnel. Julio Ferradas, piloto                                 | Falleció en el impacto del fuselaje con el banco de nieve               |
| Jerry Wasserman  | Tte. Cnel. Dante Lagurara, primer oficial                    | Falleció durante la primera noche a causa de las heridas por el impacto |
| José Zúñiga      | Sgto. Carlos Fraga Roque, mecánico                           | Falleció el decimoséptimo día en la avalancha de nieve mientras dormían |

NOTA: A ninguno de los miembros de la tripulación se les llama por ningún nombre en toda la película. Los cinco fallecieron.

## Producción y exactitud histórica
Un primer guion de ¡Viven! comenzó a circular en Hollywood en 1981. Sin embargo, diferentes factores —principalmente lo sensible del tema de la antropofagia y una adaptación mexicana del género de explotación estrenada en 1976 (Supervivientes de los Andes)— evitaron que la película fuera realizada sino hasta una década más tarde.
La película solo usa los nombres reales de los 16 sobrevivientes, mientras que los de los fallecidos fueron cambiados, con la excepción de Eugenia y Susana Parrado y Liliana Methol. Además, incluye algunos incidentes de ficción para añadirle acción a la historia. Según el sobreviviente real Fernando Parrado, asesor activo durante todo el rodaje, el hecho «exactamente como pasó habría sido imposible de filmar e imposible de ver» debido a la crudeza de los sucesos que tuvieron lugar durante y tras el accidente.

## Recepción de la crítica
La película recibió críticas[¿quién?] debido a la falta de fidelidad a los hechos reales en cuanto al físico de los actores, argumentando que se debería haber elegido a actores cuyos rasgos fueran de europeos del sur, en lugar de actores de rasgos típicamente anglosajones.

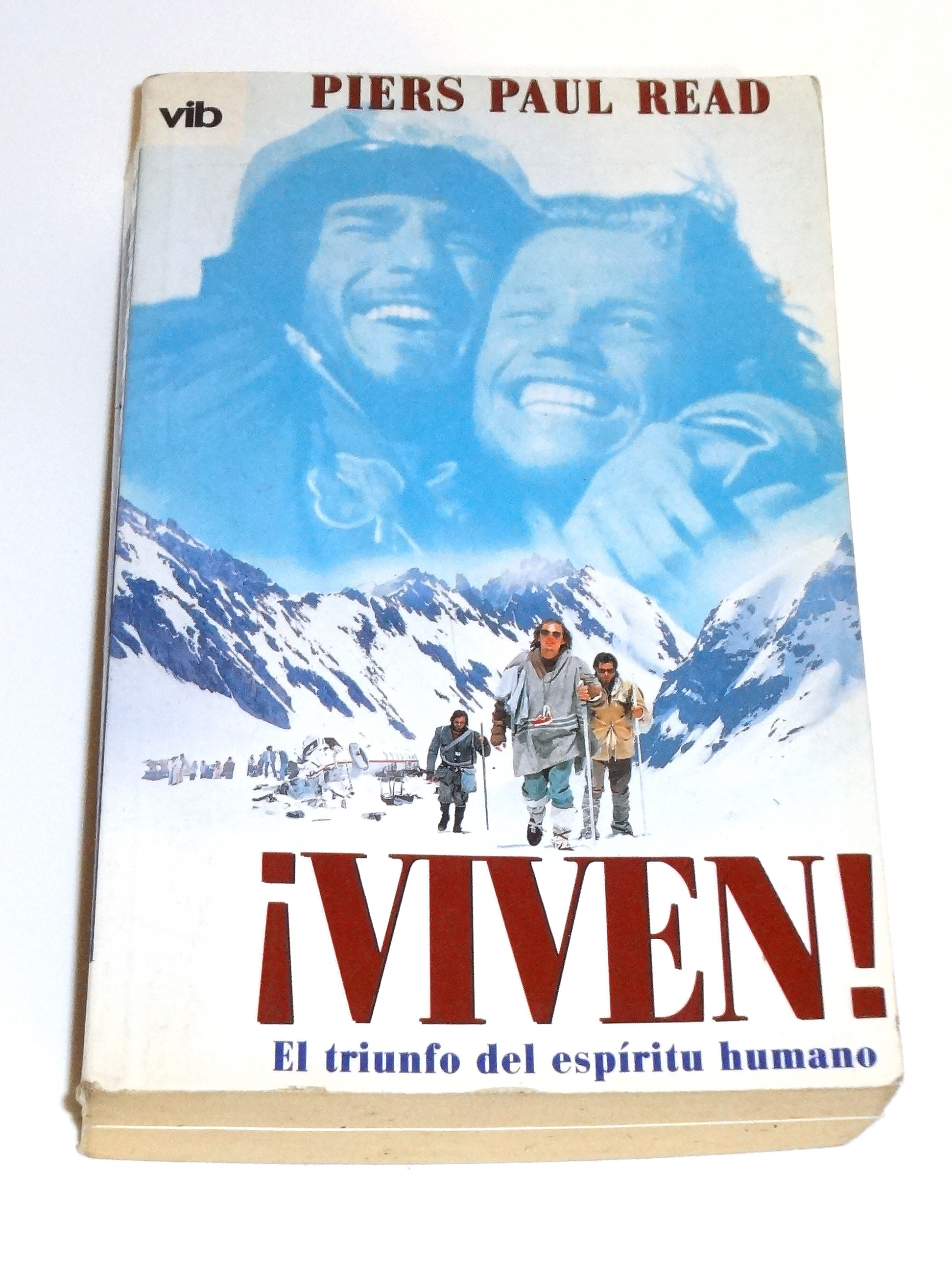

Otro argumento cuestionado es que se incluyeron personajes ficticios, o que no respetaban el nombre verdadero de los protagonistas del vuelo. Además de ello, se reflejan el liderazgo de solo unos pocos jóvenes, cuando en realidad todos de alguna manera colaboraron con la supervivencia del grupo que escapó de la montaña. Algunos súper-vivientes mencionaron, respecto al film, que las únicas escenas apegadas a la realidad fueron la del impacto del avión y la del posterior rescate en helicópteros. Fuera de estas escenas, la película resultaba un verdadero «picnic» en comparación con los hechos reales.[cita requerida]
También fue criticada la omisión en la película de la figura del arriero chileno Sergio Catalán, quien tuvo un papel preponderante en el rescate al cabalgar 10 horas para recorrer los 80 km que lo separaban de Puente Negro, la población más cercana, para dar aviso a las autoridades, y fue la primera persona en tener contacto con los sobrevivientes del accidente luego del mismo, siendo el nexo entre ellos y las brigadas de salvamento.
Roger Ebert escribió: «Hay algunas historias que simplemente no se pueden contar. La historia de los sobrevivientes de los Andes es quizá una de ellas».
También cuestionaba la falta de realismo respecto a la buena salud que reflejaban unos actores que supuestamente debían interpretar a personas que se encontraban al borde de la muerte por frío e inanición tras dos meses en las montañas. 
Ray Green destacaba la naturaleza sensible del filme sosteniendo que «a pesar del potencial para el sensacionalismo escabroso de la historia, Marshall consigue mantener su dignidad y la de la película deslizando sutilmente el curso de la acción al narrar algunos hechos muy crudos gracias, en gran parte, a estilo alegórico de los diálogos de Shanley».
Green continúa describiendo la película como «emocionante y a veces absorbente, ¡Viven! es más que una película de acción: en sí misma es un drama de ideas, como lo es del espíritu humano».
El crítico David Ansen comentó: 

Mientras el aclamado libro de Piers Paul Read [...] prestaba especial atención a la estructura social que se mantenía entre los miembros del grupo [...] Marshall [...] juega con los detalles sociológicamente fascinantes y las ambigüedades de los personajes en favor de la acción, el heroísmo y una vaga religiosidad que se esparce sobre la historia como azúcar molido.
David Ansen, en la revista Newsweek (1993)

## Otras representaciones cinematográficas
La primera película que recreó la tragedia fue Supervivientes de los Andes, dirigida por el mexicano René Cardona y basada en el libro homónimo de Clay Blair Jr. También se produjo un documental complementario titulado Alive: 20 Years Later (¡Viven! 20 años después), escrito, producido y dirigido por Jill Fullerton-Smith, con narración de Martin Sheen.[cita requerida]
El drama La sociedad de la nieve, dirigido por Juan Antonio Bayona, se basa en el libro del mismo nombre escrito por Pablo Vierci.
La odisea de los Andes es un documental chileno producido por Álvaro Covacevich en 1976. En su momento, enfrentó restricciones de distribución debido a su contenido explícito. Actualmente, solo se encuentra disponible en sitios no oficiales, en una versión con audio en japonés.